# Armoriale dei comuni della provincia di Campobasso
Questa pagina contiene le armi (stemmi e blasonature) dei comuni della provincia di Campobasso.
| Stemma                                  | Comune e blasonatura | Gonfalone |
| --------------------------------------- | --- | --------- |
|                                         | Acquaviva Collecroce Gonfalone: Drappo di azzurro leggermente appuntato… |           |
|                                         | Baranello Di rosso, all'anello di oro, con gemma triangolare di verde incastonata, posto nel punto di onore, accompagnato in punta dalla fede di carnagione, con gli avambracci uscenti dai fianchi, dello stesso. Ornamenti esteriori da Comune. Gonfalone: Drappo di verde. DPR 31 maggio 1999 |           |
|                                         | Bojano |           |
|                                         | Bonefro |           |
|                                         | Busso Gonfalone: Drappo di azzurro… |           |
|                                         | Campobasso Cartiglio con sfondo rosso-blu, sovrastato da corona principesca a 8 fioroni e 8 perle, con al centro un ovale contenente sei torri nel campo, sormontate da un'altra corona, delle quali tre sono ordinate nella parte superiore e tre nella parte inferiore. Gonfalone: Drappo partito di rosso e di azzurro… |           |
|                                         | Campochiaro |           |
|                                         | Campodipietra D'azzurro, alla torre merlata al naturale, sormontata da tre stelle d'oro a cinque punte disposte in fascia. Ornamenti esteriori da Comune. DCG 3 ottobre 1932 Gonfalone: Drappo di giallo. |           |
|                                         | Campolieto D'azzurro, una stella d'argento di sei raggi entro una lettera "c" circondata da due spighe di grano d'oro in decusse e sormontata da cinque chicchi di grano pure d'oro, disposti a ventaglio. Ornamenti esteriori del comune. Gonfalone: Drappo partito di azzurro e di giallo. D.P.R. del 28 ottobre 1976 n. 2815 Gonfalone: Drappo di bianco, riccamente ornato di ricami d'argento e caricato dello stemma comunale con la iscrizione centrata in argento: "comune di Campolieto". Le parti di metallo ed i cordoni argentati. L'asta verticale ricoperta di velluto bianco con bullette argentate poste a spirale. Nella freccia sarà rappresentato lo stemma del comune e sul gambo inciso il nome. Cravatta e nastri tricolori dai colori nazionali frangiati d'argento D.P.R. del 28 ottobre 1976 n. 2815 |           |
|                                         | Campomarino Partito: nel primo di verde alla torre d'argento sormontata da un'aquila dello stesso; nel secondo una quercia su fondo rosso che sovrasta il mare Gonfalone: Drappo tagliato di rosso e di azzurro… |           |
|                                         | Casacalenda Partito di rosso e di nero, caricato sulla partizione di uno scudo accartocciato d'argento contenente un ovale d'azzurro, caricato della lettera capitale "K" con le quattro estremità triangolari. Ornamenti esteriori da Comune Gonfalone: Drappo d'azzurro… |           |
|                                         | Casalciprano D'azzurro, al casale al naturale, chiuso e finestrato di verde, tegolato di rosso, sopra un terrazzo erboso al naturale, sormontato da un sole d'oro. Ornamenti esteriori da Comune. RD 18 marzo 1929 Gonfalone: Drappo di azzurro. DPR 10 dicembre 1973 |           |
|                                         | Castelbottaccio D.C.G. del 26 gennaio 1930 Gonfalone: Drappo di azzurro… |           |
|                                         | Castellino del Biferno DPR del 5 luglio 1978 |           |
|                                         | Castelmauro |           |
|                                         | Castropignano Gonfalone: Drappo di azzurro… |           |
|                                         | Cercemaggiore |           |
|                                         | Cercepiccola D'oro, all'albero sradicato di verde. Ornamenti esteriori da Comune. D.P.R. del 14 giugno 1974 Gonfalone: Drappo di verde… |           |
|                                         | Civitacampomarano |           |
|                                         | Colle d'Anchise Gonfalone: Drappo di azzurro… |           |
|                                         | Colletorto D'oro, alla lampada d'azzurro, accesa di rosso. Ornamenti esteriori da Comune. D.P.R. n.3062 del 15 luglio 1982 Gonfalone: Drappo partito di rosso e d'azzurro riccamente ornato di ricami d'argento e caricato dello stemma sopra descritto con l'iscrizione centrata in argento: Comune di Colletorto. Le parti di metallo ed i cordoni sono argentati. L'asta verticale è ricoperta di velluto dei colori del drappo, alternati con bullette argentate poste a spirale. Nella freccia è rappresentato lo stemma del Comune e sul gambo inciso il nome. Cravatta e nastri ricolorati dai colori nazionali frangiati d'argento. |           |
|                                         | Duronia |           |
|                                         | Ferrazzano |           |
|                                         | Fossalto |           |
|                                         | Gambatesa D.P.R. del 5 luglio 1978 Gonfalone: Drappo partito di giallo e di azzurro… |           |
|                                         | Gildone Di azzurro, alla serpe d'oro, rivoltata, ondeggiante in palo, con la coda avvolta in tondo, essa serpe posta a destra, sostenuta dalla pianura erbosa di verde, e al giglio di giardino, gambuto e fogliato di tre, di verde, fiorito di cinque al naturale, posto a sinistra, nodrito nella pianura erbosa. Ornamenti esteriori da Comune. D.P.R. del 2 giugno 2006 Gonfalone: Drappo di giallo… D.P.R. del 2 giugno 2006 |           |
|                                         | Guardialfiera |           |
|                                         | Guardiaregia |           |
|                                         | Guglionesi |           |
|                                         | Jelsi D'oro, al mezzo busto di Sant'Andrea Apostolo, di carnagione, con la testa alquanto volta a destra, capelluta di nero, aureolata di rosso, le spalle vestite di azzurro, essa effigie accompagnata in ognuno dei cantoni dalla crocetta di Sant'Andrea di rosso. Ornamenti esteriori da Comune. Gonfalone: Drappo di azzurro… |           |
| Stemma in forma sannitica Stemma antico | Larino Un'ala d'argento in campo azzurro. Gonfalone: Drappo di azzurro… |           |
|                                         | Limosano |           |
|                                         | Lucito Una elle maiuscola bianca con sopra tre stelle bianche su sfondo celeste con un ramoscello di olivo sul lato sinistro ed un ramoscello di quercia sul lato destro, uniti alla base con un nastro rosso sormontato da una corona con nove torri. Gonfalone: Drappo di azzurro… |           |
|                                         | Lupara Una lupa sovrastata da una stella a cinque punte posti al di sotto di una corona. |           |
|                                         | Macchia Valfortore Gonfalone: Drappo di azzurro… |           |
|                                         | Mafalda D'oro, alla banda scaccata di argento e di nero accompagnata dalle lettere "R" e "V", la prima in capo la seconda in punta, in caratteri lapidari romani maiuscoli di azzurro. Ornamenti esteriori da Comune Gonfalone: Drappo troncato di bianco e di azzurro caricato dell'arma sopra descritta riccamente ornato di fregi d'argento |           |
|                                         | Matrice Campo di azzurro, con al centro una "M" smaltata d'oro. Ornamenti con le fronde di alloro di verde con le bacche d'oro, le fronde di quercia di verde con le ghiande d'oro e il nastro tricolore. |           |
|                                         | Mirabello Sannitico Di azzurro, alle tre frecce d'oro, con le punte all'insù, impugnate, legate dal nastro svolazzante e bifido, di rosso. Ornamenti esteriori da Comune D.P.R. del 28 gennaio 2004 Gonfalone: Drappo di giallo… D.P.R. del 28 gennaio 2004 |           |
|                                         | Molise Di rosso, alla banda d'argento, caricata da tre mole di mulino di nero e accompagnata nel canton sinistro del capo dalla cometa d'argento, formata dalla stella di cinque raggi e dalla coda ondeggiante, posta in palo all'ingiù. Ornamenti esteriori da Comune D.P.R. del 5 febbraio 2005 Gonfalone: Drappo di bianco… D.P.R. del 5 febbraio 2005 |           |
|                                         | Monacilioni D.P.R. del 3 giugno 1982 Gonfalone: Drappo partito di giallo e di azzurro… D.P.R. del 3 giugno 1982 |           |
|                                         | Montagano D'azzurro a tre monti di verde reggenti una croce trilobata al naturale. Ornamenti esteriori da Comune D.P.R. del 19 aprile 1974 Gonfalone: Drappo di azzurro… |           |
|                                         | Montecilfone D'azzurro al grifo d'oro, rivoltato, fermo sulle prime due cime di tre monti al naturale di verde, impugnante per la lama con le branche anteriori una spada d'argento posta in banda, la testa coronata con corona reale d'oro, munita di globo crocifero, girata a destra, e mirante una stella di cinque punte d'argento. Ornamenti esteriori da Comune D.P.R. n. 436 del 16 dicembre 1983 Gonfalone: Drappo troncato di giallo e d'azzurro riccamente ornato di ricami d'argento e caricato dello stemma sopra descritto con la iscrizione centrata in argento: Comune di Montecilfone. Le parti di metallo ed i cordoni saranno argentati. L'asta verticale sarà ricoperta di velluto dei colori del drappo, alternati con bullette argentate poste a aspirale. Nella freccia sarà rappresentato lo stemma del Comune e sul gambo inciso il nome. Cravatta con nastri tricolorati dai colori nazionali frangiati d'argento D.P.R. n. 436 del 16 dicembre 1983 |           |
|                                         | Montefalcone nel Sannio Di cielo, ai tre colli all'italiana uniti, di verde, fondati sulla campagna diminuita, di azzurro, fluttuosa d'argento, il colle centrale, più alto e più largo, sostenente il falcone sorante, d'oro, allumato di rosso, tenente nel becco lo stelo del fiore di cinque petali, lo stelo fogliato di quattro, il tutto di rosso e rovesciato. Ornamenti esteriori da Comune Gonfalone: Drappo di rosso… Concessione di stemma e gonfalone D.P.R. del 19 ottobre 2011 |           |
|                                         | Montelongo Di azzurro, alle tre frecce d'oro, con le punte all'insù, impugnate, legate dal nastro svolazzante e bifido, di rosso. Ornamenti esteriori da Comune Gonfalone: Drappo partito di azzurro e di giallo… |           |
|                                         | Montemitro |           |
|                                         | Montenero di Bisaccia Gonfalone: Drappo d'azzurro… |           |
|                                         | Montorio nei Frentani Stemma a forma di scudo, sormontato da corona marchesale e contornato da un ramo di quercia ed uno di ulivo. All'interno dello scudo sono raffigurati tre colli ed una stella, a loro volta contornati da un fregio in stile barocco. |           |
|                                         | Morrone del Sannio |           |
|                                         | Oratino Un olmo con la mezza luna con a lato due stelle e le lettere O R D.P.R. n. 4144 del 5 ottobre 1988 |           |
|                                         | Palata Di azzurro, alle due pale, formate dai ferri posti nei cantoni della punta, d'argento, e dai lunghi manici, di nero, decussati, il manico posto in banda attraversante, esse pale accompagnate in capo dalla mezzaluna rovesciata, d'oro. Ornamenti esteriori da Comune. D.P.R. del 27 dicembre 1991 Gonfalone: D.P.R. del 27 dicembre 1991 |           |
|                                         | Petacciato Gonfalone: Drappo troncato di giallo e di bianco… |           |
|                                         | Petrella Tifernina Gonfalone: Drappo di giallo… |           |
|                                         | Pietracatella D'argento ai tre colli all'italiana d'azzurro, uniti, fondati in punta, il colle centrale, più elevato, sostenente la torre di rosso, murata di nero, merlata alla guelfa di tre. Ornamenti esteriori da Comune D.P.R. del 20 giugno 1984 Gonfalone: Drappo troncato di azzurro e di rosso… D.P.R. del 20 giugno 1984 |           |
|                                         | Pietracupa |           |
|                                         | Portocannone D'argento alla torre d'azzurro aperta e finestrata di due del campo. Ornamenti esteriori da Comune Gonfalone: Drappo di azzurro… |           |
|                                         | Provvidenti Scudo contornato da decoro ornamentale, con fascia obliqua e lettera P nella parte centrale. |           |
|                                         | Riccia D'argento, alla banda di rosso, caricata di un riccio d'oro, fermo. Su lista bifida d'argento, in caratteri maiuscoli romani di nero vi è il motto: UNDIQUE TUTUS. Ornamenti esteriori da Città D.P.R. del 7 ottobre 1976 Gonfalone: Drappo partito di rosso e di giallo riccamente ornato di ricami d'oro e caricato dello stemma comunale con la iscrizione centrata in oro Comune di Riccia. Le parti di metallo ed i cordoni sono dorati. L'asta è ricoperta di velluto dei colori del drappo alternati, con bullette dorate poste a spirale. Nella freccia è rappresentato lo stemma del Comune e sul gambo inciso il nome. Cravatta e nastri tricolori da colori nazionali sono frangiati d'oro |           |
|                                         | Ripabottoni D'oro, alla rosa di rosso, gambuta e fogliata di tre di verde. Ornamenti esteriori da Comune D.P.R. del 31 dicembre 1985 Gonfalone: Drappo partito di verde e di rosso… |           |
|                                         | Ripalimosani Gonfalone: Drappo partito di giallo e di azzurro… |           |
|                                         | Roccavivara Torre civica sovrastata da una corona sul fondo rosso e celeste Gonfalone: A tipo di stendardo con i colori marrone, grigio, verde, oro e rosso. |           |
|                                         | Rotello |           |
|                                         | Salcito Gonfalone: Drappo di azzurro… |           |
|                                         | San Biase D.P.C.M. n. 8 dell'8 novembre 1976 |           |
|                                         | San Felice del Molise D'oro, al San Felice di carnagione, benedicente con la destra, impugnante con la sinistra la croce patriarcale d'azzurro, posta in sbarra, mitrato d'argento, vestito con la tunica di verde, ammantato di rosso, con i piedi ignudi. Ornamenti esteriori da Comune Gonfalone: Drappo troncato d'azzurro e di rosso riccamente ornato di ricami d'argento e caricato dello stemma con l'iscrizione centrata in argento: Comune di San Felice del Molise. Le parti di metallo ed i cordoni saranno argentati. L'asta verticale sarà ricoperta di velluto dei colori del drappo, alternati, con bullette argentate poste a spirale . Nella freccia sarà rappresentato lo stemma del Comune e sul gambo inciso il nome. Cravatta con nastri ricolorati dai colori nazionali frangiati d'argento |           |
|                                         | San Giacomo degli Schiavoni |           |
|                                         | San Giovanni in Galdo |           |
|                                         | San Giuliano del Sannio |           |
|                                         | San Giuliano di Puglia |           |
|                                         | San Martino in Pensilis Rappresenta san Martino a cavallo. Il Santo, vestito di bianco e con in testa un elmo d'acciaio, con la mano destra impugna una lancia con la punta verso il basso e con la sinistra offre il proprio mantello rosso ad un pellegrino, anche lui vestito di bianco e con la barba bianca. Il cavallo, bianco e con criniera e briglie nere, avanza al passo su un prato verde, sotto un cielo azzurro con il sole splendente in alto a destra Gonfalone: Drappo di azzurro caricato dell'arma comunale. |           |
|                                         | San Massimo D'azzurro, al busto di san Massimo vescovo di Nola, nascente dalla campagna d'oro. Gonfalone: Drappo di azzurro… |           |
|                                         | San Polo Matese D.P.R. del 29 luglio 1993 Gonfalone: Drappo troncato d'azzurro e di rosso riccamente ornato di ricami d'argento e caricato dello stemma con l'iscrizione centrata in argento: Comune di San Felice del Molise. Le parti di metallo ed i cordoni saranno argentati. L'asta verticale sarà ricoperta di velluto dei colori del drappo, alternati, con bullette argentate poste a spirale . Nella freccia sarà rappresentato lo stemma del Comune e sul gambo inciso il nome. Cravatta con nastri ricolorati dai colori nazionali frangiati d'argento. |           |
|                                         | Sant'Angelo Limosano D.P.C.M. n. 7 del 15 ottobre 1975 |           |
|                                         | Sant'Elia a Pianisi D.P.R. n. 4650 dell'8 novembre 1982 |           |
|                                         | Santa Croce di Magliano |           |
|                                         | Sepino |           |
|                                         | Spinete Un fascio di rovi ed un'ascia cinti da una spiga di grano e da un ramo di alloro. |           |
|                                         | Tavenna D.P.C.M. n. 182 del 27 dicembre 1976 Gonfalone: Drappo partito di giallo e di azzurro… D.P.C.M. n. 182 del 27 dicembre 1976 |           |
|                                         | Termoli Una torre che insiste su due scogli nel mare. Gonfalone: Drappo di azzurro… |           |
|                                         | Torella del Sannio Di rosso, alle due torri d'oro, murate di nero, merlate di tre alla guelfa, chiuse dello stesso, munite ognuna di una finestrella tonda, di nero, sormontate da tre stelle di otto raggi, d'oro, ordinate in fascia, esse torri fondate sulla campagna diminuita, di verde. Sotto lo scudo, su lista svolazzante di rosso, il motto, in lettere maiuscole d'oro, Sancte Clemens adesto. Ornamenti esteriori da Comune. D.P.R. del 27 ottobre 1994 Gonfalone: Drappo di giallo… D.P.R. del 27 ottobre 1994 |           |
|                                         | Toro |           |
|                                         | Trivento |           |
|                                         | Tufara |           |
|                                         | Ururi Di rosso, bordato di azzurro, alla chiesetta d'argento aperta e finestrata del campo, con la bordura caricata della scritta in lettere capitali bianche AVRORA. Ornamenti esteriori da Comune. D.P.R. del 27 marzo 1973 Gonfalone: Drappo rosso, riccamente ornato di ricami d'argento e caricato dallo stemma sopra descritto con la iscrizione centrata in argento: COMUNE DI URURI. Le parti di metallo ed i cordoni sono argentati. L'asta verticale è ricoperta di velluto di colore del drappo, con bullette argentate poste a spirale. Nella freccia sarà rappresentato lo stemma del Comune e sul gambo inciso il nome. Cravatta e nastri tricolorati dai colori nazionali frangiati d'argento. D.P.R. del 27 marzo 1973 |           |
|                                         | Vinchiaturo Torre argentata su fondo azzurro, sovrastata da corona merlata e circondata da due rami di quercia e di alloro. |           |